# Дал г-Кайс

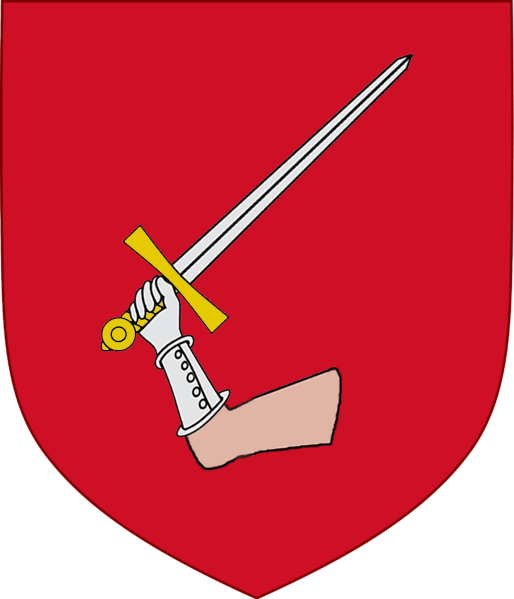
Герб клану Дал г-Кайс — рука короля Нуаду.

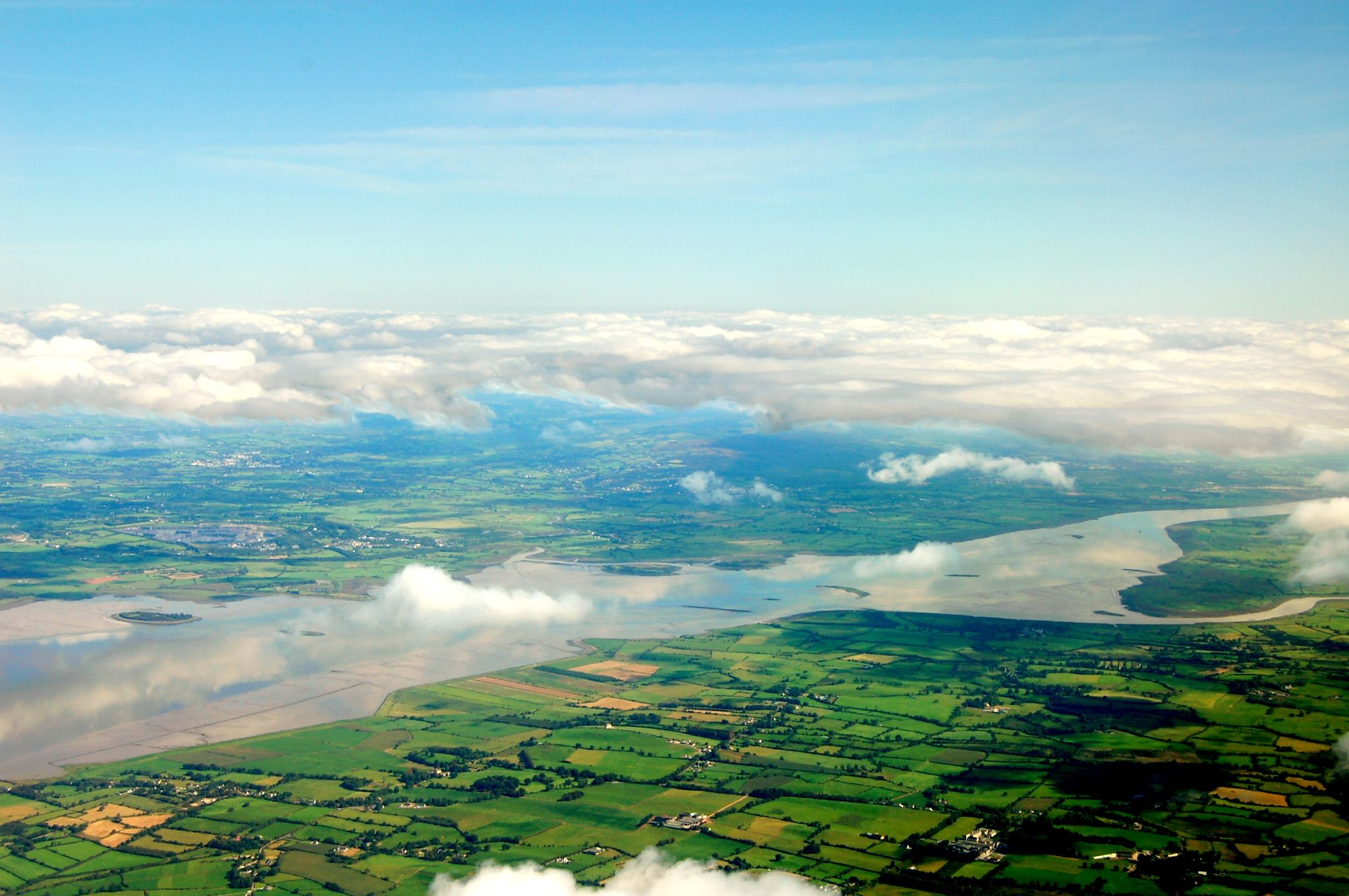
Долина річки Шеннон — територія, де зміцніли королівство і клан Дал н-Кайс.

Дал г-Кайс (ірл. — Dál gCais, англ. — Dalcassians) — васальне королівство в середньовічній Ірландії на території королівства Манстер, ірландський клан.

## Виникнення
Відгалуження туат Дейсі Муман (ірл. — Déisi Muman) — давнього ірландського племені Дейсі (Десі, Дессі), що неодноразово згадується в ірландських легендах, скелах, історичних переказах, зокрема щодо його конфлікту з верховним королем Ірландії Кормаком мак Артом (204—244 роки правління). Дал г-Кайс став потужним і домінуючим кланом в Ірландії у Х — ХІ століттях. Родоводи клану говорять про давнього предка клану — Кормака Каса (ірл. — Cormac Cas), що жив у ІІ — ІІІ столітті. Згідно історичних переказів та легенд Кормак Кас був другим сином Айліля Аулома (ірл. — Ailill Aulom), що був нащадком Дейтріге (ірл. — Deirgtine) — короля Манстера, і нащадком Лех Мога (ірл. — Leath Moga), що походить від богині Айне (ірл. — Áine) з племені Богині Дану (ірл. — Tuatha De Dannan). Кормак Кас був молодшим братом Еогана (ірл. — Eógan), що став засновником конкуруючого клану Еоганахта (ірл. — Eóganachta). Клан Еоганахта правив королівством Манстер протягом багатьох століть. Клан Дал г-Кайс стає сильним тільки в Х столітті і витісняє клан Еоганахта.
Дейсі Муман (Десс Манстерські) були окремим відгалуженням племені дессі. Вони утворили окреме васальне королівство. яке було в залежності від королів Манстеру. Пізніше утворилась ще одна гілка дессі — на берегах річки Шеннон з дессі, які переселились туди. Вважається, що вони переселились туди десь в V столітті. хоча легенди і історичні перекази наводять давніші дати. Ці дессі-переселенці були названі Дейсі Дейскірт (ірл. — Déisi Deiscirt) та Дейсі Туйскерт (ірл. — Déisi Tuisceart). Саме від цих північних дессі-переселенців і походить клан Дал г-Кайс. Перша письмова згадка про назву клану Дал г-Кайс зустрічається в «Літописі Інісфалена» в записі за 934 рік, де повідомляється про смерть короля Ребахана мак Мохлай (ірл. — Rebachán mac Mothlai).
Вигнання Дессі з їх давніх місць проживання були описані в епічних легендах, в ірландських міфах, зокрема ці події і конфлікти дессі з іншими племенами і королями Ірландії розповідається в скелі «Вигнання дессі». Під час конфлікту з дессі був покалічений верховних король Ірландії Кормак мак Арт, він же: Кормак Улфада — Кормак Довгобородий. Легенди описують як дессі виганяли клан Дал Фіахрах Суйге (ірл. — Dal Fiachrach Suighe), король Коннахта, нащадки Федліміда Рехтмара (ірл. — Fedlimid Rechtmar) — короля Тари. І що дессі довилось оселитися в Манстері після багатьох битв і поневірянь.
Ставши дессі муманськими, одне з відгалужень цих дессі стала правлячою династією в королівстві Дифед (вал. — Dyfed) в Уельсі (Камбрії) у IV столітті, мігрувавши в Британію. Є версії, що це сталося в результаті союзу племені дессі з римським імператором Магнусом Максімусом (лат. — Magnus Maximus). Римські правителі були зацікавленні в поселенні на території імперії таких підвладних їм федератів для захисту узбережжя від піратів та нападів різних племен «варварів». Як зазначає Еойн МакНейлл (ірл. — Eoin MacNeill) це не була єдина колонія ірландців в Британії — ще одним потужним і чисельним поселенням було поселення клану О'Ліахайн (ірл. — Uí Liatháin).

## Верховні корорлі Ірландії з клану Дал г-Кайс
Бріан Боройме (Бріан Бору) — верховний король Ірландії (1002—1014 роки правління), найвідоміший з усіх ірландських королів належав саме до цього клану. Клан збудував замок на березі річки Шеннон, брат Бріана Боройме — Махон (ірл. — Mahon) став королем Манстера, перемігши суперників щодо трону з клану Еогнахта (ірл. — Eóganachta). Це значно розширило вплив клану Дал г-Кайс і Бріан Боройме зумів стати верховним королем Ірландії після серії війн і конфліктів з іншими ірландськими королями та вікінгами. Правління Бріан Боройме завершилось історичною битвою під Клонтарфом і розгромом нищівним вікінгів в Ірландії. Після цього клан Дал г-Кайс ще тричі садив на трон верховних королів Ірландії своїх представників. Це були верховні королі Доннхад мак Бріайн (Донай О'Брієн) (ірл. — Donnchad mac Briain, Donagh O'Brien), Тойрделбах Ва Бріайн (Турлу О'Брієн) (ірл. — Toirdelbach Ua Briain, Turlough O'Brien), Муйрхертах Ва Бріайн (Муртай О'Брієн) (ірл. — Muirchertach Ua Briain, Murtagh O'Brien).

## Подальша доля клану
У ХІІ — XVI вплив клану і королівства Дал г-Кайс зменшується. Він обмежується королівством Томонд (ірл. — Thomond) в яке власне перетворюється королівство Дал г-Кайс. У цей період королівство намагались захистити і відродити його силу і славу відгалуження клану Дал г-Кайс — Десмонди та МакКарті. Клан Кеннеді деякий час очолював королівство Ормонд. Виникли чисельні відгалуження (септи) клану Дал г-Кайс: О'Браєн (ірл. — O'Brien), МакНамара (ірл. — MacNamara), О'Граді (ірл. — O'Grady), Кеннеді (ірл. — Kennedy), МакМахон (ірл. — MacMahon), Клансі (ірл. — Clancy). У ХІІІ столітті англо-норманські завойовники очолювані Річардом Стронбоу спробували підкорити королівство Хомонд, але воно витримало випробовування на міцність.
У XVI столітті в часи англійського короля Генріха VIII Тюдора, що спробував остаточно підкорити Ірландію, стало зрозуміло, що сили явно не рівні — королівству не встояти, але і англійцям було зрозуміло, що завоювання королівства обійдеться їм надто дорогою ціною. Виник певний компроміс ворогуючих сторін — королі Хомонду були офіційно визнані частиною знаті, а королівство стало називатися графством Клер. Графи Клер продовжували лишатися сильними і впливовими в Ірландії.
У пізніші часи серед клану Дал г-Кайс та його септ було чимало видатних людей. Зокрема письменник Стандіш Джеймс О'Граді (ірл. — Standish James O'Grady) — його називають «батьком кельтського відродження». Вільям Сміт О'Браєн (ірл. — William Smith O'Brien) — один з лідерів ірландського повстання 1848 року. В інших країнах люди з клану Дал г-Кайс та його септ відіграли у свій час значну роль. Зокрема, президентом Франції став Патріс де Мак-Махон, президентами США стали Джон Ф. Кеннеді та Рональд Рейган.

## Септи клану Дал г-Кайс
Розгалуження клану почалось ще в часи Кормака Кайса, що мав багато синів. Кожен із синів започаткував септу клану. Це септи О'Блойд (ірл. — Uí Bloid), О'Кайсін (ірл. — Uí Caisin), Кінел Фермайк (ірл. — Cineal Fearmaic). Після поселення клану в східному Кларе ці септи жили відокремлено. Сучасні молекулярно-генетичні дослідження підтверджують спільність походження всіх септ клану Дал г-Кайс і їх унікальність щодо генотипу.
Старша лінія клану — Блойд мак Кайс утворила династію королів Хомонда. Спочатку династія була відома як септа О'Енгуса (ірл. — Uí Aengusa). Від цієї септи відокремились потім септи О'Куррі (ірл. — O'Curry), О'Кормакан (ірл. — O'Cormacan) і О'Сеаснайн (ірл. — O'Seasnain). У Х столітті з'явилась нова гліка — О'Тайрделбайг (ірл. — Uí Thairdelbaig)Саме ця гілка дала верховних королів Ірландії і королів Хомонда. Саме з цієї гілки виникли чисельні септи: О'Баєн (ірл. — O'Brien), О'Кеннеді (ірл. — O'Kennedy) (королі Ормонду), МакКонсідін (ірл. — MacConsidine), МакМагон (ірл. — MacMahon), О'Рейган (ірл. — O'Reagan), МакЛісайт (ірл. — MacLysaght), О'Келлегер (ірл. — O'Kelleher), Боланд (ірл. — Boland), Керні (ірл. — Kearney), О'Кейсі (ірл. — O'Casey), Повер (ірл. — Power), Твомей (ірл. — Twomey), Евстас (ірл. — Eustace), Агерн (ірл. — Ahearne), МакГрах (ірл. — MacGrath), Квік (ірл. — Quick), О'Мере (ірл. — O'Meara), Сканлан (ірл. — Scanlan), МакАртур (ірл. — MacArthur), Косгрейв (ірл. — Cosgrave), О'Хоган (ірл. — O'Hogan), Лонерган (ірл. — Lonergan) та багато інших.
Хоча молодші лінії клану О'Кайсін (інша назва Дал г-Кайс) відігравали значну роль в Ірландії, лідером в королівстві Хомонд і в клані взагалі були МакНамара (ірл. — MacNamara), що дали світові лордів Кланкуллен (ірл. — Clancullen), що були другими по силі після О'Браєнів.
Інші септи, що пішли від лінії Карханн (ірл. — Carthann) — син Кайсіна: Харлі (ірл. — Harley), Флуд (ірл. — Flood), Торренс (ірл. — Torrens), Стоней (ірл. — Stoney), Гікей (ірл. — Hickey), О'Хай (ірл. — O'Hay), Клансі (ірл. — Clancy), Нейлон (ірл. — Neylon), Флаттері (ірл. — Flattery).
У Карханна були брати: Еоха (ірл. — Eocha) та Шінелл (ірл. — Sineall). Від них пішли септи: ОГрейді (ірл. — O'Grady), Тубріді (ірл. — Tubridy), Гартіган (ірл. — Hartigan), Даркін (ірл. — Durkin), Кілін (ірл. — Killeen), Хогг (ірл. — Hogg).
Гілка Кінел Фермайк (ірл. — Cineal Fearmaic) походить від Енгуса Кінахраха (ірл. — Aengus Cinathrach) — брата Кайсіна і Блойда. До цієї лінії входять септи: О'Ді (ірл. — O'Dea), О'Квін (ірл. — О'Quin), О'Хеффернан (ірл. — O'Heffernan), Кілті (ірл. — Kielty), Перкін (ірл. — Perkin).